# جغرافية أوزبكستان
أوزبكستان هي بلد من آسيا الوسطى، وتقع شمال تركمانستان وأفغانستان. تبلغ مساحة أوزبكستان 447,000 كيلومتر مربع (حوالي مساحة إسبانيا أو كاليفورنيا)، وتمتد 1,425 كم (885 ميل) من الغرب إلى الشرق و930 كم (580 ميل) من الشمال إلى الجنوب. وهي تحد تركمانستان من الجنوب الغربي، وكازاخستان من الشمال، وطاجيكستان وقرغيزستان من الجنوب والشرق.
ولا تعد أوزبكستان واحدة من أكبر دول اسيا الوسطى فحسب بل هي أيضا الدولة الوحيدة في اسيا الوسطى المتاخمة لجميع الدول الاربع الأخرى. وبما أن بحر قزوين بحر داخلي لا يرتبط مباشرة بالمحيطات،  فإن أوزبكستان هي واحدة من بلدين «غير ساحليين بشكل مضاعف» فقط - وهما بلدان محاطان بالكامل ببلدان أخرى غير ساحلية. والآخر هو ليختنشتاين.

## التضاريس والصرف الصحي
البيئة المادية لأوزبكستان متنوعة، تتراوح بين التضاريس الصحراوية المسطحة التي تضم ما يقرب من 80٪ من أراضي البلاد إلى قمم الجبال في الشرق التي تصل إلى حوالي 4500 متر (14800 قدم) فوق مستوى سطح البحر. يتميز الجزء الجنوبي الشرقي من أوزبكستان بسفوح جبال تيان شان، التي ترتفع أعلى في قيرغيزستان وطاجيكستان المجاورتين وتشكل حدودا طبيعية بين آسيا الوسطى والصين. تهيمن صحراء كيزيلكوم الشاسعة (التركية ل «الرمال الحمراء»- التهجئة الروسية كيزيل كوم)، المشتركة مع جنوب كازاخستان، على الجزء الشمالي من الأراضي المنخفضة في أوزبكستان. الجزء الأكثر خصوبة في أوزبكستان، وادي فرغانة، هو مساحة حوالي 21440 كيلومترا مربعا (8280 ميل مربع) مباشرة شرق Qizilqum وتحيط بها سلاسل الجبال إلى الشمال والجنوب والشرق. يتم تعريف الطرف الغربي من الوادي من خلال مسار سير داريا، الذي يمتد عبر القطاع الشمالي الشرقي من أوزبكستان من جنوب كازاخستان إلى Qizilqum.  على الرغم من أن وادي فرغانة يتلقى فقط 100 إلى 300 ملليمتر (3.9 إلى 11.8 بوصة) من الأمطار سنويا، إلا أنه لم يبق سوى بقع صغيرة من الصحراء في الوسط وعلى طول التلال على أطراف الوادي.
  والموارد المائية، التي توزع توزيعا غير متساو، قليلة في معظم أوزبكستان.  السهول الشاسعة التي تحتل ثلثي أراضي أوزبكستان لديها القليل من المياه، وهناك عدد قليل من البحيرات. أكبر نهرين يغذيان أوزبكستان هما أمو داريا وسير داريا، اللذين ينبعان من جبال طاجيكستان وقرغيزستان على التوالي. وتشكل هذه الأنهار حوضي النهر الرئيسيين في آسيا الوسطى؛ وهي تستخدم في المقام الأول للري، وقد تم بناء العديد من القنوات الاصطناعية لتوسيع إمدادات الأراضي الصالحة للزراعة في وادي فرغانة وأماكن أخرى. وخلال الحقبة السوفيتية، وضعت خطة وفرت فيها قيرغيزستان وطاجيكستان المياه من هذين النهرين إلى كازاخستان وتركمانستان وأوزبكستان في الصيف، وقدمت هذه البلدان الثلاثة النفط والغاز إلى قيرغيزستان وطاجيكستان خلال فصل الشتاء في المقابل. ومع ذلك، فقد انحل هذا النظام بعد انهيار الاتحاد السوفياتي، ولم توضع بعد خطة جديدة لتقاسم الموارد. ووفقا لمجموعة الأزمات الدولية، يمكن أن يؤدي هذا الوضع إلى زعزعة استقرار إقليمية لا يمكن إصلاحها إذا لم يتم حلها. تقع بحيرة ضحلة، بحيرة Sarygamysh، على الحدود مع تركمانستان.
  ومن السمات الهامة الأخرى للبيئة المادية لأوزبكستان النشاط الزلزالي الهام الذي يهيمن على معظم أي بلد. والواقع أن جزءا كبيرا من عاصمة أوزبكستان، طشقند، قد دمر في زلزال كبير في عام 1966،  وتسببت زلازل أخرى في أضرار كبيرة قبل كارثة طشقند ومنذ وقوعها. المناطق الجبلية معرضة بشكل خاص للزلازل.

## المناخ
يصنف مناخ أوزبكستان على أنه قاري، مع صيف حار وشتاء بارد. غالبا ما تتجاوز درجات الحرارة في الصيف 40 درجة مئوية (104 درجة فهرنهايت)؛  متوسط درجات الحرارة في فصل الشتاء حوالي −2 درجة مئوية (28 درجة فهرنهايت)، ولكن قد ينخفض إلى -40 درجة مئوية (−40 درجة فهرنهايت). كما أن معظم أنحاء البلاد قاحلة جدا، حيث يتراوح متوسط هطول الأمطار السنوي بين 100 و200 ملليمتر (3.9 و7.9 بوصة) ويحدث معظمها في الشتاء والربيع. وفي الفترة بين تموز/يوليه وأيلول/سبتمبر، ينخفض هطول الأمطار قليلا، مما يوقف أساسا نمو الغطاء النباتي خلال تلك الفترة الزمنية.